# Saint-Laurent-de-la-Barrière
Saint-Laurent-de-la-Barrière is een plaats en voormalige gemeente in het Franse departement Charente-Maritime in de regio Nouvelle-Aquitaine en telt 94 inwoners (2009). De plaats maakt deel uit van het arrondissement Rochefort. 

## Geschiedenis
Op 1 januari 2018 fuseerde de gemeente met Chervettes en Vandré tot de commune nouvelle La Devise.

## Geografie
De oppervlakte van Saint-Laurent-de-la-Barrière bedraagt 8,8 km², de bevolkingsdichtheid is dus 10,7 inwoners per km².
De onderstaande kaart toont de ligging van Saint-Laurent-de-la-Barrière met de belangrijkste infrastructuur en aangrenzende gemeenten.

## Demografie
Onderstaande figuur toont het verloop van het inwonertal.